# Netuma
Netuma — рід морських та солонуватоводних риб родини Арієві (Ariidae) ряду сомоподібні. Поширені в басейні Індійського океану та в західній частині Тихого океану.
Включає такі види:
- Netuma bilineata  (Valenciennes, 1840) — від Перської та Оманської затоки на заході до Філіппін і Нової Гвінеї на сході та від Японії на півночі до північної Австралії на півдні; 90 см загальної довжини;
- Netuma patriciae  Takahashi, Kimura & Motomura, 2019 — Філіппіни; 30,3 см стандартної (без хвостового плавця) довжини;
- Netuma thalassina  (Rüppell, 1837) — від Східної Африки на заході до Філіппін на сході та від Перської затоки й південного Китаю на півночі до Квінсленду в Австралії на півдні; 185 см загальної довжини.